# Woodstock (New Brunswick)
Woodstock ist eine Stadt in der kanadischen Provinz New Brunswick und Verwaltungssitz (shire town) des Carleton County mit 5228 Einwohnern (Stand: 2016). 2011 betrug die Einwohnerzahl 5254.

## Geographie
Woodstock wird vom Meduxnekeag River durchflossen, der am Ostrand der Stadt in den Saint John River mündet. Die Verbindungsstraßen New Brunswick Route 2 und New Brunswick Route 95, deren Verlängerung in den Vereinigten Staaten als Interstate 95 weiterführt, treffen sich am Westrand von Woodstock. Florenceville-Bristol befindet sich rund 30 Kilometer entfernt in nördlicher Richtung. Der US-Bundesstaat Maine beginnt in einer Entfernung von 15 Kilometern im Westen.

## Geschichte
Nach dem  Amerikanischen Unabhängigkeitskrieg siedelten sich Loyalisten in der Gegend an. Der Name des Ortes Woodstock geht auf William Henry Cavendish-Bentinck, 3. Duke of Portland zurück, der auch die nachrangigen Titel Earl of Portland und Viscount Woodstock führte. Am 1. Mai 1856 wurde Woodstock als erste Stadt in der Provinz New Brunswick gegründet. Aufgrund der verkehrsgünstigen Lage an zwei Flüssen, siedelten sich kleinere und mittlere Industriebetriebe wie Getreidemühlen, Sägewerke, Gerbereien, Wagenfabriken, Gießereien sowie eine Wollfabrik im Ort an. Mit der Inbetriebnahme der New Brunswick Railway und der New Brunswick and Canada Railway wurde für den Transport von Gütern zunehmend auch der Schienenverkehr genutzt.
Heute dient Woodstock in erster Linie als Einkaufszentrum für die umliegenden kleineren Orte, ist im Tourismus aktiv und profitiert von der Nähe zu den Vereinigten Staaten.
Viele historische Straßen, Plätze und Gebäude in Woodstock sind in der Liste der National Historic Sites of Canada in New Brunswick bzw. der List of historic places in Carleton County, New Brunswick aufgeführt. Dazu gehören das Old Carleton County Court House, die L. P. Fisher Public Library, das Carleton County Jail und das Charles Connell House.

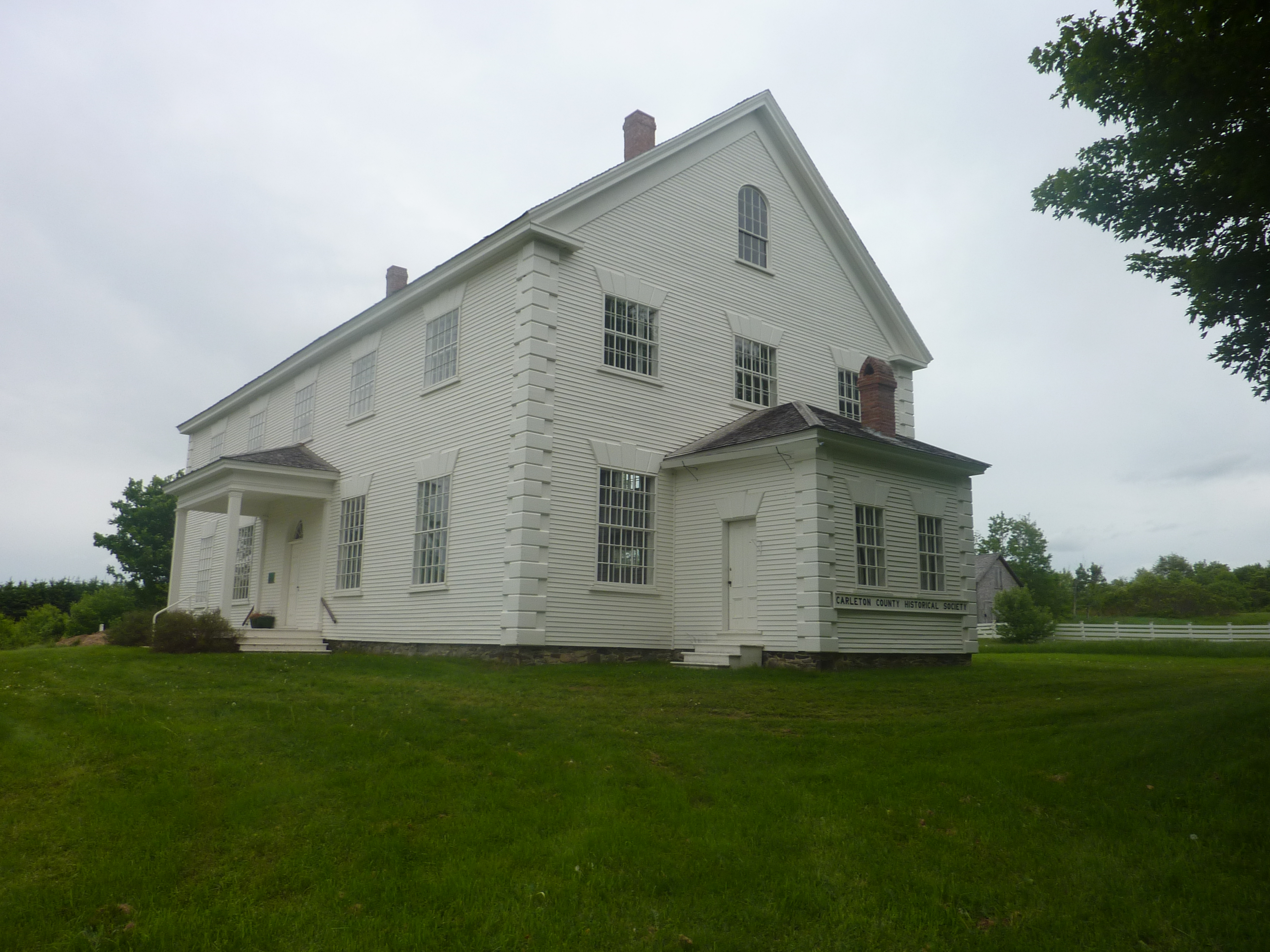
Old Carleton County Court House
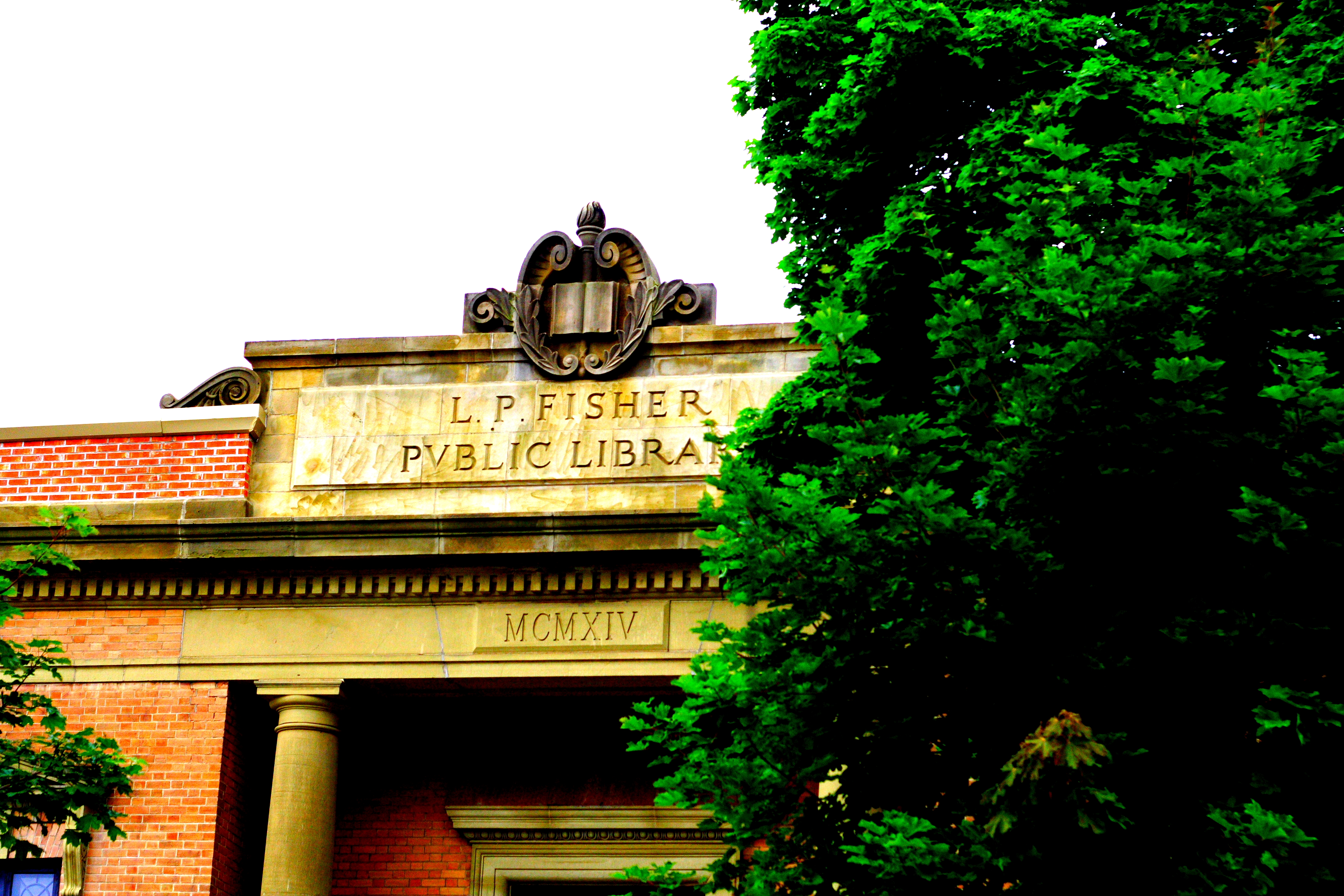
L. P. Fisher Public Library
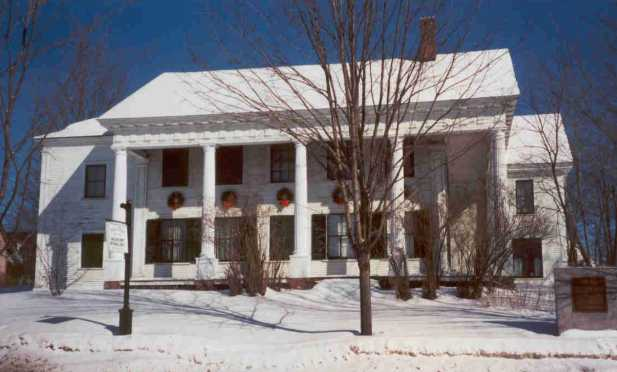
Charles Connell House

## Söhne und Töchter der Stadt
- Minnie Bell Sharp Adney (1865–1937), Sängerin
- James Kidd Flemming (1868–1927), Rechtsanwalt und Politiker
- Richard Bennett Hatfield (1931–1991), Politiker
- Gary Burrill (* 1955), Politiker und Pfarrer

### Sonstige Persönlichkeiten
- Francis Peabody Sharp (1823–1903), Obstzüchter und Baumschulbesitzer
- Edwin Tappan Adney (1868–1950), Künstler, Schriftsteller, Ethnologe und Fotograf